# Olympische Winterspiele 1968/Teilnehmer (Polen)
| Gelbes Symbol für Goldmedaillen mit stilisierten Olympischen Ringen | Graues Symbol für Silbermedaillen mit stilisierten Olympischen Ringen | Braundes Symbol für Bronzemedaillen mit stilisierten Olympischen Ringen |
| ------------------------------------------------------------------- | --------------------------------------------------------------------- | ----------------------------------------------------------------------- |
| —                                                                   | —                                                                     | —                                                                       |

Polen nahm an den X. Olympischen Winterspielen 1968 im französischen Grenoble mit einer Delegation von 31 Athleten in sieben Disziplinen teil, davon 23 Männer und 8 Frauen. Ein Medaillengewinn gelang keinem der Athleten.
Fahnenträger bei der Eröffnungsfeier war der Biathlet Stanisław Szczepaniak.

## Teilnehmer nach Sportarten

### Biathlon
- Andrzej Fiedor
4 × 7,5 km Staffel: 4. Platz (2:20:19,6 h)

- Józef Gąsienica Sobczak
20 km Einzel: Rennen nicht beendet

- Stanisław Łukaszczyk
20 km Einzel: 8. Platz (1:20:28,1 h)
4 × 7,5 km Staffel: 4. Platz (2:20:19,6 h)

- Józef Różak
4 × 7,5 km Staffel: 4. Platz (2:20:19,6 h)

- Józef Stopka
20 km Einzel: 48. Platz (1:34:17,7 h)

- Stanisław Szczepaniak
20 km Einzel: 4. Platz (1:18:56,8 h)
4 × 7,5 km Staffel: 4. Platz (2:20:19,6 h)

### Eiskunstlauf
Paare
- Janina Poremska & Piotr Scypa
15. Platz (272,2)

### Nordische Kombination
- Erwin Fiedor
Einzel (Normalschanze / 15 km): 18. Platz (395,93)

- Józef Gąsienica Daniel
Einzel (Normalschanze / 15 km): 15. Platz (407,76)

- Józef Gąsienica
Einzel (Normalschanze / 15 km): 6. Platz (428,78)

- Jan Kawulok
Einzel (Normalschanze / 15 km): 20. Platz (387,91)

### Rennrodeln
Männer, Einsitzer
- Zbigniew Gawior
4. Platz (2:53,51 min)

- Lucjan Kudzia
13. Platz (2:55,91 min)

- Tadeusz Radwan
22. Platz (2:57,23 min)

- Jerzy Wojnar
8. Platz (2:54,62 min)

Männer, Doppelsitzer
- Lucjan Kudzia, Stanisław Paczka
9. Platz (1:38,17 min)

- Zbigniew Gawior, Ryszard Gawior
6. Platz (1:37,85 min)

Frauen
- Jadwiga Damse
5. Platz (2:30,15 min)

- Helena Macher
4. Platz (2:30,05 min)

- Anna Mąka
7. Platz (2:30,40 min)

### Ski Alpin
Männer
- Andrzej Bachleda-Curuś
Abfahrt: 26. Platz (2:05,48 min)
Riesenslalom: 13. Platz (3:35,71 min)
Slalom: 6. Platz (1:40,61 min)

- Ryszard Ćwikła
Abfahrt: 48. Platz (2:10,63 min)
Riesenslalom: 37. Platz (3:45,96 min)
Slalom: 21. Platz (1:46,80 min)

### Skilanglauf
Männer
- Józef Rysula
15 km: 21. Platz (50:38,5 min)
50 km: 21. Platz (2:35:30,9 h)

Frauen
- Stefania Biegun
5 km: 9. Platz (17:03,4 min)
10 km: 19. Platz (39:55,4 min)
3 × 5 km Staffel: 5. Platz (59:04,7 min)

- Weronika Budny
5 km: 19. Platz (17:38,2 min)
10 km: 21. Platz (40:09,4 min)
3 × 5 km Staffel: 5. Platz (59:04,7 min)

- Józefa Czerniawska-Pęksa
5 km: 23. Platz (17:56,5 min)
10 km: 25. Platz (40:59,9 min)
3 × 5 km Staffel: 5. Platz (59:04,7 min)

- Anna Gębala-Duraj
5 km: 26. Platz (18:02,7 min)
10 km: 30. Platz (43:23,8 min)

### Skispringen
- Erwin Fiedor
Normalschanze: 30. Platz (191,8)
Großschanze: 30. Platz (179,7)

- Józef Kocyan
Normalschanze: 35. Platz (189,0)
Großschanze: 45. Platz (159,0)

- Józef Przybyła
Normalschanze: 27. Platz (193,7)
Großschanze: 14. Platz (199,2)

- Ryszard Witke
Normalschanze: 32. Platz (190,3)
Großschanze: 31. Platz (179,4)